# Yirrkala timorensis
Yirrkala timorensis är en fiskart som först beskrevs av Günther, 1870.  Yirrkala timorensis ingår i släktet Yirrkala och familjen Ophichthidae. Inga underarter finns listade i Catalogue of Life.